# Warketili
Warketili – stacja tbiliskiego metra należąca do linii Achmeteli-Warketili. Została otwarta 1 listopada 1985 roku, a zmodernizowana w 2007.